# Bisdom Patos de Minas
Het bisdom Patos de Minas (Latijn: Dioecesis Patensis) is een rooms-katholiek bisdom met als zetel Patos de Minas, in Brazilië. Het bisdom is suffragaan aan het aartsbisdom Uberaba.

## Geschiedenis
Het bisdom werd opgericht op 5 april 1955, uit delen van het bisdom Uberaba, en was suffragaan aan het aartsbisdom Belo Horizonte. Op 14 april 1962 wisselde het van kerkprovincie en werd suffragaan aan het nieuw verheven aartsbisdom Uberaba. 

## Parochies
Het bisdom had in 2021 een oppervlakte van 35.728 km2 en telde 602.120 inwoners waarvan 90,0% rooms-katholiek was.

## Bisschoppen
- José André Coimbra (8 juni 1955 - 16 augustus 1968)
- Jorge Scarso (28 december 1968 - 8 januari 1992; hulpbisschop sinds 29 november 1967)
  - José Belvino do Nascimento (coadjutor: 6 februari 1987 - 27 februari 1989)
- João Bosco Oliver de Faria (8 januari 1992 - 30 mei 2007)
- Cláudio Nori Sturm (8 oktober 2008 - heden)

Uberaba (aartsbisdom) · Ituiutaba · Patos de Minas · Uberlândia